# Tirada de salvación

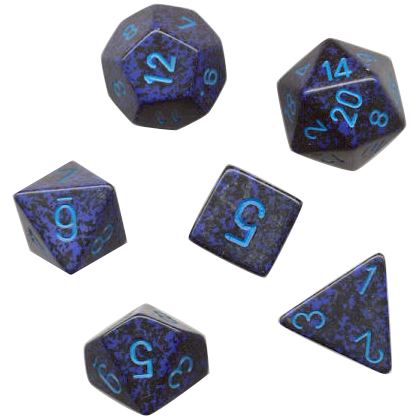
Algunos dados que pueden ser utilizados para efectuar una tirada de salvación.

El término tirada de salvación se usa principalmente en juegos de rol, especialmente Dungeons & Dragons.
Dicha tirada hace referencia a una tirada de dados que debe hacerse usando unos dados (de 20 caras en el caso de la tercera edición de Dungeons & Dragons, también llamados d20). La tirada en cuestión se hace cuando el personaje jugador (o PJ, para abreviar) se encuentra en una situación en la que sus reflejos, su voluntad, o su fortaleza, pueden ayudarle a solventarla, por ejemplo al caer dentro de un agujero, ser seducido por una ninfa, o ser envenenado por una araña, respectivamente. En estas tiradas de salvación, el jugador debe superar una CD (Clase de Dificultad, el valor numérico de la dificultad de la tarea), añadiendo a la tirada de dados una puntuación que es su «salvación». Esta puntuación variará dependiendo del nivel y las características del personaje que deba llevar a cabo la acción, así como de los objetos mágicos que pueda llevar, o las circunstancias en que se encuentre. La CD viene marcada por la dificultad de tener éxito en evitar los efectos negativos del hecho. A mayor CD, más difícil es superar sus efectos negativos, puesto que es más difícil igualarla con la suma de la tirada y de la puntuación de salvación.
Hay dos excepciones: el «fallo automático» y el «éxito automático». Un «fallo automático» se consigue con un 1, y se considera como si la tirada hubiera sido fallida, aunque el jugador, al añadir su puntuación de salvación consiga superar la CD. El «éxito automático» se consigue con un 20, y el personaje siempre se salva de la situación, aunque no llegue a la CD.
- Datos: Q1400142